# 菅長理恵
菅長 理恵（すがなが りえ、1966年1月 - ）は、日本の言語学者。専門は日本語学、特に文法論。東京外国語大学国際日本学研究院教授。
東京外国語大学留学生日本語教育センター准教授、同大学国際日本学研究院准教授（改組に伴う配置換え）を経て、2018年より現職。

## 人物、学歴
- 旧姓は横井。母方の祖母の養女となって、菅長姓となる。
- 1984年3月  お茶の水女子大学附属高等学校卒業
- 1989年3月　東京大学文学部卒業
- 1991年3月　東京大学大学院人文科学研究科修士課程修了
- 1998年3月　東京大学大学院人文科学研究科博士課程単位取得退学

## 著書
- 『形式名詞がこれでわかる』（共著）ひつじ書房　2003年8月 p9-33
- ト・バ・タラ・テハについて－非事態生後件の用法－　『東京大学国語研究室創立百周年記念国語研究論集』汲古書院　1998年2月　p982-1000
- 推量の助動詞の終止法と非終止法－源氏物語における「む・らむ・けむ」『山口明穂教授還暦記念国語学論集』明治書院　1996年6月　p155-174

| スタブアイコン | サブスタブ | この項目は、まだ閲覧者の調べものの参照としては役立たない、人物に関連した書きかけの項目です。この項目を加筆・訂正などしてくださる協力者を求めています（P:人物伝/PJ:人物伝）。 |